# Sādschūr (Fluss)
Der Sādschūr (arabisch نهر الساجور; türkisch Sayur Çayı; antik Daradax; assyrisch Sagura) ist ein 108 km langer Fluss, dessen Quellflüsse südlich von Gaziantep in der Türkei zusammenfließen und der nach 60 km in der Türkei und 48 km in Syrien im Bereich der Tischrin-Talsperre rechtsseitig in den Euphrat mündet.
Er bildete Ende 2016 bei der türkischen Militäroffensive in Nordsyrien eine Grenzlinie zwischen kurdischen und türkisch unterstützten Einheiten.